# Григорівка (Макіївська сільська громада)
Григорі́вка —  село в Україні, входить до Рівчак-Степанівського старостинського округу Макіївської сільської громади Ніжинського району Чернігівської області. Населення становить 2 особи (01.01.2025). До 2020 року орган місцевого самоврядування  — Рівчак-Степанівська сільська рада.

## Історія
Село засновано 1910 року.
12 червня 2020 року, відповідно до розпорядження Кабінету Міністрів України № 730-р «Про визначення адміністративних центрів та затвердження територій територіальних громад Чернігівської області», Рівчак-Степанівська сільська рада увійшла до складу Макіївської сільської громади .
19 липня 2020 року, в результаті адміністративно-територіальної реформи та ліквідації Носівського району, село увійшло до складу Ніжинського району.